# Ede Poldini
Ede Poldini (Pest, 13 de juny de 1869 - Vevey, Suïssa, 28 de juny de 1957) va ser un compositor hongarès de finals del període modern romàntic.
Famós a Hongria per a l'escriptura de moltes òperes, es va fer famós internacionalment quan Fritz Kreisler transcriu la seva peça per a piano "La poupée valsante" per a violí.
Poldini va estudiar amb István Tomka a Budapest i amb Mandyczews-ki a Viena. El 1908 es va instal·lar a Suïssa, escrivint dues de les seves més famoses òperes: Vagabond und Princesin (Budapest, 1903) i del Wedding in Carnival Time (1924). Després a Londres produeix, sota el títol L'amor a la deriva. Himfy es va produir el 1938 a Budapest. A més v produir diverses operetes per a infants com: Dornröschen, Arschenbrödel, Die Knusperhexe, Cinderella, etc.
Poldini és més conegut per les seves peces per a piano en miniatura, com ara La poupée valsante, Arlequina Des, pittoresques Morceaux, Episodis à la cour, Imatges i Moments musicaux. Titelles" eren set peces per a piano que després va orquestrar.